# مرتار خشک
مرتار خشک یا ملات خشک نوعی ملات است که مواد اولیه ملات با یکدیگر در کارخانه یا کارگاه ترکیب می‌شوند و به صورت خشک به کارگاه ساختمانی منتقل می‌شوند و در آنجا با آب ترکیب می‌شود و ملات ساخته می‌شود. مرتار در صنعت ساختمان به معنی ملات می‌باشد. مرتار خشک در فارسی با نام ملات خشک بیشتر خوانده می‌شود.